# Stepan Mironovich Iablokoff-Khnzorian
Stepan Mironovich Iablokoff-Khnzorian, també anomenat Iablokoff-Khnzorian, (en rus: Степан Миронович Яблоков-Хнзорян) (17 d'octubre, 1904 - 4 de novembre, 1996) fou un coleopteròleg rus i armeni.